# سارة ألفاريث منينديث
سارة ألفاريث منينديث (بالإسبانية: Sara Álvarez Menéndez، ولدت في 10 يوليو 1975، مدريد، إسبانيا) لاعبة جودو إسبانية. تخصصت في وزن تحت 63 كيلوغرام.
حصلت على ميداليتين ذهبيتين في بطولات أوروبا للجودو.

## إنجازاتها

### بطولة العالم للجودو
- 1997 باريس  فرنسا:  ميدالية فضية في وزن تحت 61 كغم.
- 1999 برمينغهام  المملكة المتحدة:  ميدالية برونزية في وزن تحت 63 كغم.
- 2001 ميونخ  ألمانيا:  ميدالية برونزية في وزن تحت 63 كغم.

### بطولة أوروبا للجودو
- 1998 أوفييدو  إسبانيا:  ميدالية فضية في وزن تحت 63 كغم.
- 1999 براتيسلافا  سلوفاكيا:  ميدالية برونزية في وزن تحت 63 كغم.
- 2000 فروتسلاو  بولندا:  ميدالية برونزية في وزن تحت 63 كغم.
- 2003 دوسلدورف  ألمانيا:  ميدالية ذهبية في وزن تحت 63 كغم.
- 2004 بوخارست  رومانيا:  ميدالية ذهبية في وزن تحت 63 كغم.

## روابط خارجية
- سارة ألفاريث منينديث على موقع الفيدرالية الدولية للجودو (الإنجليزية)
- سارة ألفاريث منينديث على موقع JudoInside.com (الإنجليزية)
- سارة ألفاريث منينديث على موقع أوليمبيديا (الإنجليزية)